# Criterio de desemejanza

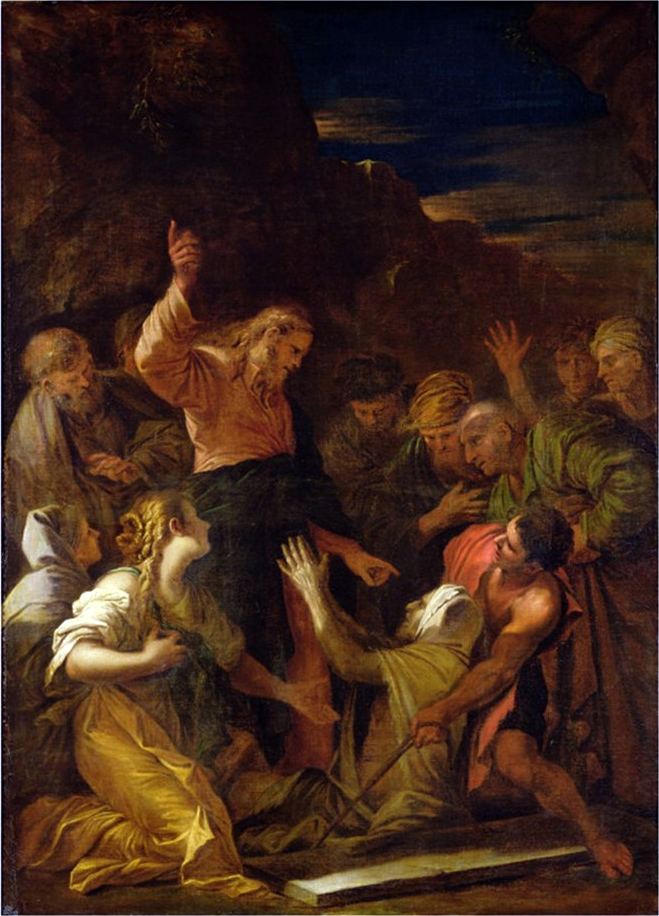
El enojo de Jesús con el leproso de Galilea está apoyado por el criterio de desemejanza

El criterio de desemejanza, criterio de disimilitud o criterio de discontinuidad se usa en la exégesis bíblica para determinar si es probable que una afirmación sobre Jesús de Nazaret sea verídica. Este criterio considera que los presuntos dichos o hechos de Jesús tienen más posibilidades de ser auténticos si estos no pueden derivarse de las tradiciones judías de la época de Jesús ni de las tradiciones de la iglesia primitiva que lo siguió.

## Descripción
El concepto de disimilitud se debe a Ernst Käsemann, quien lo formuló por primera vez en una conferencia en 1953. Käsemann escribió:

Hay una falta casi total de criterios satisfactorios y de estanqueidad para este material. Solamente en un caso tenemos un terreno más o menos seguro bajo nuestros pies: cuando no hay fundamentos ni para derivar una tradición del judaísmo ni para adscribirla al cristianismo primitivo, y especialmente cuando el cristianismo judío ha mitigado o modificado la tradición recibida, como se fuera demasiado atrevida para su gusto.

En otras palabras, el criterio postula que las tradiciones sobre Jesús derivan de (solo) tres fuentes: extrapolación de tradiciones judías anteriores, revisionismo de la iglesia cristiana primitiva y verdaderos relatos históricos del ministerio de Jesús. Si alguna tradición no puede explicarse adecuadamente por extrapolación ni por revisionismo, entonces debe de ser necesariamente un rastro del Jesús histórico.

## Ejemplos
Uno de los relatos de Jesús que está apoyado por el criterio de desemejanza es el que se narra en algunas versiones de Marcos 1:41 cuando un leproso le pide a Jesús que lo cure y Jesús se enfada. Generalmente los Evangelios atribuyen a la figura de Jesús Nazareno el ser manso, sereno y bondadoso, sin embargo, esta narración de Marcos contradice estas características, por tanto, según el criterio de desemejanza, es poco probable que sea inventada.

## Limitaciones
El criterio ha recibido críticas por conducir a reconstrucciones de Jesús que serían una discontinuidad inverosímil de las tradiciones judías tempranas que lo precedieron y de las tradiciones cristianas tempranas que lo siguieron. Uno de los críticos escribe: "El problema del criterio de disimilitud es que cuanto más sabemos sobre las primeras tradiciones judías y cuanto más sabemos sobre las primeras tradiciones cristianas posteriores a la Pascua, menos margen hay para una reconstrucción de dichos auténticos de Jesús, ya que por definición tendrían que diferir de las tradiciones judías y cristianas primitivas. Por lo tanto, al final, no queda rastro de un Jesús histórico".